# Kummakivi

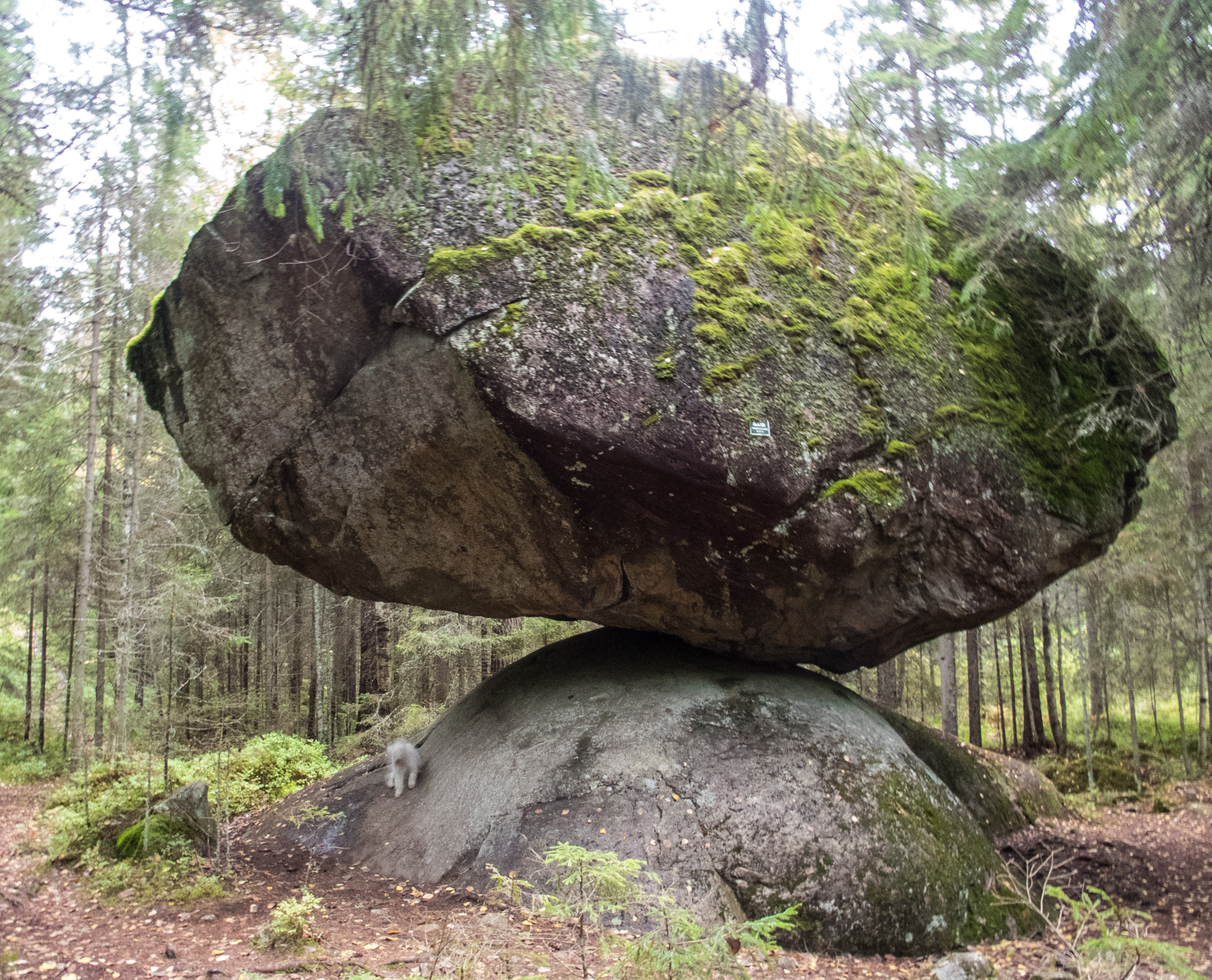
Kummakivi. Tháng chín năm 2015.

Kummakivi là một hòn đá thăng bằng trong khu rừng Ruokolahti, Phần Lan. Kummakivi bao gồm một tảng đá lớn dài bảy mét nằm trên một mặt đã nhẵn.
Kummakivi trong tiếng Phần Lan có nghĩa là hòn đá kỳ lạ. Hòn đá này được đặt dưới sự bảo vệ của chính phủ Phần Lan kể từ năm 1962.